# Raquel Amparo
Raquel Amparo es una cantante dominicana de música cristiana en español.

## Biografía
Raquel Amparo nació en Santiago de los Caballeros, hija de pastores cristianos. Años después de su nacimiento, su familia se mudó a La Romana, ya que el concilio al cual pertenecían sus padres los trasladó para allá. Su padre murió en esta ciudad cuando ella tenía 8 años. Después, su madre fue trasladada para El Seibo, luego a Higüey y por último a La Romana. Años después, Raquel regresa a su ciudad natal, donde vive actualmente.
Raquel estudió Mercadeo en el centro de estudios técnicos de la Pontificia Universidad Católica Madre y Maestra en su recinto de Santiago de los Caballeros. Estudió guitarra en la Escuela de Bellas Artes Santiago (EBAS), de la cual se graduó con honores.
En el año 1997, Raquel contrajo matrimonio con el arquitecto Alexis Rodríguez, quien ha sido una pieza clave en su ministerio. Alexis y Raquel procrearon a Álex Raúl y a Oscar Alexis, sus dos hijos.
Raquel Amparo es una de las cantantes cristianas influyentes en República Dominicana. Ella ha sido invitada a múltiples programas, eventos, conciertos y demás. Raquel se define a sí misma como una "adoradora" en vez de artista, ya que el adorador le canta al Señor para adorarle y exaltar sus maravillas.

## Carrera
Raquel Amparo, desde pequeña, siempre mostró amor al canto. En su iglesia era líder del grupo de alabanza y participó en distintos festivales de la voz alrededor del país.
En el año 1997, Raquel Amparo decide grabar su primer disco llamado Al Amparo de Dios. Luego, en el 1999 grabó Vasija y en el 2005 Hacia el Cielo. Su más reciente, Aliento de Fe, contiene canciones en diferentes ritmos como balada pop y gospel.
A lo largo de su carrera como cantante, Raquel ha cantado en diferentes escenarios en distintos países de Latinoamérica. Mayormente, sus actividades son dentro de República Dominicana, pero también ha cantado países como Estados Unidos, El Salvador, México, Colombia, Saint Martin y Puerto Rico. Raquel Amparo se ha presentado en lugares como la Gran Arena del Cibao y el Estadio Olímpico Félix Sánchez en República Dominicana e internacionalmente en varios escenarios importantes en Puerto Rico. 
Por primera vez, Raquel participó en una película; esta lleva por nombre Pasos De Fe. En esta película, Raquel hace el papel de Cecilia; es un papel secundario. La película se estrenó el 20 de julio de 2014.
En el 2017, Raquel recibió una premio especial en Premios El Galardón por sus 20 años de trayectoria como cantante cristiana.
El 24 de julio de 2022 Raquel Amparo celebró 25 años de trayectoria musical.  Este concierto fue celebrado en la sala Restauración del Gran Teatro del Cibao, donde se dieron cita seguidores de la carrera de la artista.  Dicho evento fue grabado en vivo de donde se produjo el álbum Homenaje A Mi Amado, el cual consta de 10 temas nuevos y 3 medleys de todas las anteriores producciones de la cantante. En este álbum, la cantante hace featuring con René González con la canción Hablame, Cales Louima con la canción Tu Amor y Tu Misericordia y Heaven Worship con la canción Revelación.

### Tours
- Aliento de Fe: Tour Nacional - 2014
- Aliento de Fe: Tour Puerto Rico[5] - 2014
- Raquel Amparo LIVE: Tour 20 Años - 2017

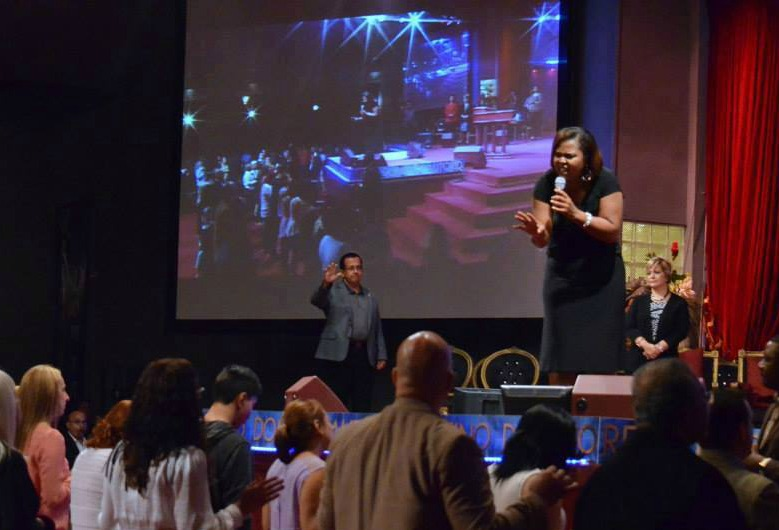
Raquel Amparo ministrando

- Tour Espíritu Santo - 2018

### Discografía
A continuación los álbumes grabados por Raquel Amparo
- Al Amparo de Dios (1997)
- Vasija (1999)
- Hacia el Cielo (2005)
- Aliento de Fe (2012)

Muchas de sus canciones se han hecho famosas dentro del ámbito cristiano. Entre ellas están Ando Confiada (Al Amparo de Dios), Vasija (Vasija), Sobre la Roca y Hacia el Cielo (Hacia el Cielo) y Alaba, Me Basta y Aviva tu obra (remix) de su más reciente producción Aliento de Fe.

#### Aliento de Fe
Raquel Amparo, a finales del año 2012, lanzó su más reciente álbum titulado "Aliento de Fe". Después de 7 años sin grabar un disco, Raquel decidió grabar un nuevo álbum que llevara a cada uno de los oyentes un mensaje de fe y esperanza en medio del panorama mundial. El lanzamiento de este álbum estuvo acompañado con "Alaba", su primer sencillo. Alaba  es una canción que invita a las personas a alabar a Dios aun en medio de las malas circunstancias. Además, este sencillo es la canción principal de dicho álbum. Para el lanzamiento de este álbum, Raquel se presentó junto al dúo cristiano Tercer Cielo en un concierto realizado en Santiago en diciembre del 2012 . 
Raquel Amparo y su personal decidieron filmar el videoclip de la canción Me Basta de ese mismo álbum. Después de casi un mes de rodaje y planificación, el video fue lanzado el 19 de mayo en YouTube y en Exaltale.com. El video recibió, en menos de una semana, más de mil visitas. El público, principalmente la prensa local, mostró su agrado y apoyo hacia el video.

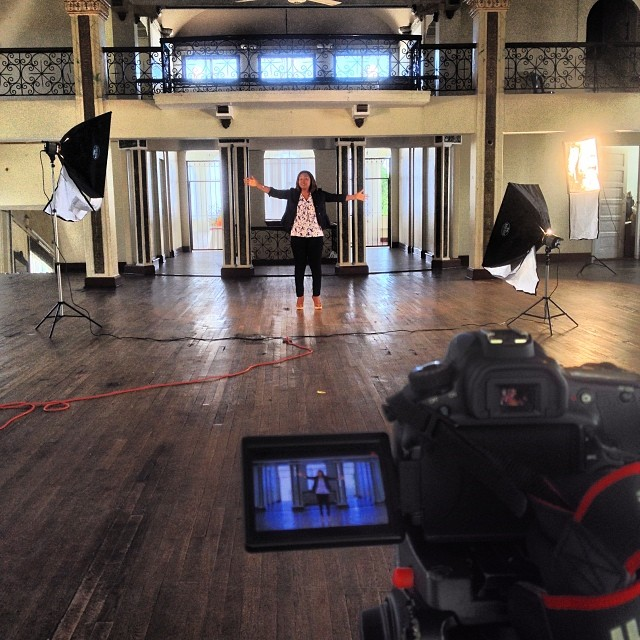
Raquel Amparo grabando video Me basta

##### Sencillos
- Alaba - 2013
- Tiempo para empezar[9] - 2013
- Me Basta - 2014
- Yo soy - 2015
- Vuela - 2016[10]
- Espíritu Santo - 2017

##### Aviva Tu Obra Remix
Dentro de las canciones de Aliento de Fe se encuentra Aviva tu obra remix. Este tema es un remix de Aviva Tu Obra, canción que es parte del tercer disco de Raquel. Por ser una canción con un ritmo contemporáneo, el tema ha alcanzado una gran popularidad entre los jóvenes cristianos. Muchos ministerios juveniles cristianos han hecho coreografías y otras personas han hecho otros remixes de la canción. El que está incluido en Aliento de Fe fue hecho por Mr. Jham, más conocido como la enciclopedia musical entre el público cristiano del país.

##### Me Basta
La canción "Me Basta" de Raquel Amparo ha sido uno de sus hits a lo largo de su carrera, ya que ha impactado cientos de vidas alrededor del país. La canción, escrita por Egleyda Belliard para Raquel, habla de como la presencia de Dios ha sido lo más importante durante toda su vida y como la ha impactado. Cuando se lanzó el sencillo, también se hizo disponible en Youtube su video. Con esta canción, Raquel ha llegado a distintos lugares, impactando vidas. 
Constantemente, a través del internet y de las radios cristianas, se puede escuchar las canciones de Raquel Amparo.

### Premios
Raquel Amparo ha sido nominada, en los últimos años, a premios importantes de su país. En múltiples ocasiones, Raquel ha sido nominada a los Premios El Galardón, dedicados a reconocer el talento cristiano dominicano, siendo premiada en el 2015 como Cantante Femenina del Año. El Galardón también reconoció sus 20 años en el ministerio en su 7.ª entrega, realizada en el 2017. Raquel ha sido nominada a los Premios Soberano, los premios más importantes del país, dos veces. Su primera nominación a estos premios, en el 2014, causó mucha satisfacción y atención al público, ya que fue la primera vez que una cantante evangélica del Cibao fuese nominada a estos premios. Los medios de comunicación de su ciudad de natal y del país la apoyaron fuertemente gracias a esta nominación.  En 2022 fue reconocida por Premios La Flor por su trayectoria de 25 Años en la música cristiana. Raquel ha sido reconocida múltiples veces por diferentes iglesias, festivales de la voz, eventos e instituciones en su país.
| Año  | Premiación          | Categoría                 | Resultado |
| ---- | ------------------- | ------------------------- | --------- |
| 2009 | Premios El Galardón | Cantante Femenina del Año | Nominada  |
| 2013 | Premios El Galardón | Cantante Femenina del Año | Nominada  |
| 2014 | Premios Soberano    | Música Religiosa          | Nominada  |
| 2014 | Premios El Galardón | Cantante Femenina del Año | Nominada  |
| 2014 | Premios El Galardón | Álbum del Año             | Nominada  |
| 2015 | Premios Soberano    | Música Religiosa          | Nominada  |
| 2015 | Premios El Galardón | Cantante Femenina del Año | Ganadora  |
| 2015 | Premios El Galardón | Canción del Año           | Nominada  |
| 2016 | Premios El Galardón | Cantante Femenina del Año | Nominada  |
| 2017 | Premios El Galardón | Cantante Femenina del Año | Nominada  |
| 2018 | Premios El Galardón | Cantante Femenina del Año | Nominada  |

## Vida personal
Desde el 2005, Raquel decidió pasar más tiempo con su familia y dedicarse más a su casa. Raquel habla inglés y español.
Raquel siempre tiene eventos dentro de la República Dominicana. Como, además de cantante, es pastora, usualmente es invitada a cantar y a predicar a las iglesias. Aunque por casi diez años estuvo siendo la pastora principal de una iglesia en su ciudad natal, por el momento se está concentrando en su ministerio musical. Su ministerio es seguido también en Estados Unidos, donde ha estado en diversos estados.
A Raquel le encanta estar con su familia y adorar a Dios. Para ella, el adorar a Dios a través del canto es un privilegio que le encanta.